# Posiołek
Posiołek – wieś w Polsce położona w województwie lubelskim, w powiecie puławskim, w gminie Kurów.
W latach 1975–1998 miejscowość administracyjnie należała do ówczesnego województwa lubelskiego.
Wieś stanowi sołectwo gminy Kurów. Według Narodowego Spisu Powszechnego z roku 2011 wieś liczyła 15 mieszkańców.
Wieś powstała w 1869 roku z części folwarku Nowy Dwór należącego do majątku Osiny powiatu nowoaleksandryjskiego i otrzymała nazwę Posiołek Nowy Dwór. Dalsze istnienie folwarku odnotowano w wydanym w 1886 tomie Słownika Geograficznego. W 1921 roku odnotowano zarówno wieś Posiłki, jak i wieś i folwark Nowy Dwór, ale już w 1937 roku wszystkie te miejscowości ujęto na mapie wojskowej łącznie, jako Nw. Dwór (Posiłki). 
28 sierpnia 1936 w tej wsi urodził się geomorfolog prof. dr hab. Kazimierz Pękala (zm. 20 listopada 2018 w Lublinie).
Wierni Kościoła rzymskokatolickiego należą do parafii Najświętszej Maryi Panny Matki Kościoła w Dębie.